# Idaea impura
Idaea impura är en fjärilsart som beskrevs av Kirby 1881. Idaea impura ingår i släktet Idaea och familjen mätare. Inga underarter finns listade i Catalogue of Life.